# Pergesa
Pergesa là một chi bướm đêm thuộc họ Sphingidae.

## Các loài
- Pergesa acteus - (Cramer, 1779)